# Anton Ölzelt
Anton Ölzelt, auch Anton Ölzelt der Ältere, (* 7. Juni 1817 in Inzersdorf; † 12. Oktober 1875 in Mauer bei Wien) war ein österreichischer Baumeister.

## Leben

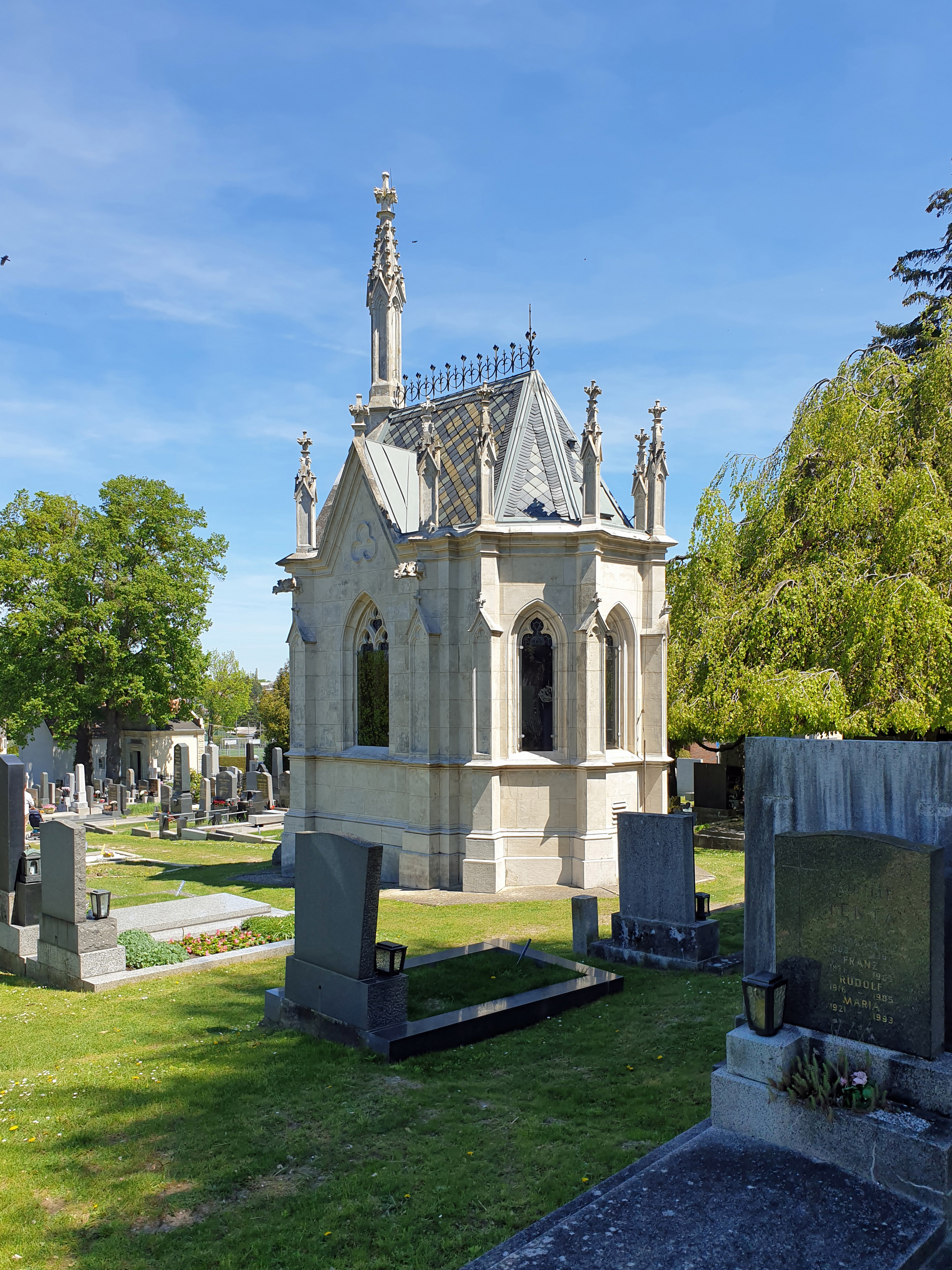
Familiengruft auf dem Maurer Friedhof

Ölzelt war unter anderem ab 1844 in der südmährischen Stadt Znaim Baumeister. 1846 kehrte er als Stadtbaumeister nach Wien zurück, wo er das Bürgerrecht erhielt. 1850 wurde er zum k.k Hofbaumeister ernannt und im Jahr 1867 erfolgte die Nobilitierung zum Ritter von Nevin.
Ölzelt lebte seit ungefähr 1860 in Mauer und beteiligte sich dort u. a. am Bau einer Wasserleitung und anderer Einrichtungen, beispielsweise stiftete er ein Armenhaus. 1864–71 wirkte er als Obmann des Komitees für die Verschönerung des Ortes. Die Familiengruft befindet sich auf dem Friedhof Mauer.
Ölzelt hatte einen Sohn gleichen Namens, der Professor für Philosophie wurde, diesem wurde die 6. Symphonie von Bruckner gewidmet.

## Gedenken
1875 wurde die Ölzeltgasse im 3. Wiener Gemeindebezirk Landstraße nach ihm benannt.
Die Antonshöhe in Mauer bei Wien wurde nach ihm benannt.
1885 wurde die Ölzeltgasse in der damals noch selbstständigen Gemeinde Mauer bei Wien (heute Wien 23) nach ihm benannt.
Der Ölzeltpark in Mauer liegt auf seinem ehemaligen Familiensitz.

## Werke
Entwürfe und Realisierungen in Wien
- 1847: Wohnbau in der Josefstädter Straße 57, mit reicher Portalrahmung[4]
- 1851: Wohnbau in der Margaretenstraße 2 bis 4, frühhistoristische Fassade mit betonten Seitenachsen und sparsamen gotisierendem Dekor[4]
- 1851: Wohnbau am Rilkeplatz 7, frühhistoristisches Zinshaus mit giebelförmig hochgezogenen Mittelachsen, Dienste mit gotisierendem Blattdekor gerahmt, mit Konsolgesims und Zwerggalerie[4]
- 1852: Wohnbau in der Praterstraße 39, romantischer Historismus mit starker Betonung des Mittelrisalits durch figurales Dekor[4]
- 1852–1858: Wohnbauten Am Heumarkt 15 bis 25, einheitliche und durch die Geschlossenheit bemerkenswerte viergeschoßige frühhistoristische Zinshäuser[4]
- Vestibül des Wohnbaus in der Wehrgasse 4, 8, 10[4]

Ausführungen in Wien
- 1855: Wohnbau Roberthof in der Robertgasse 1, Planung: August Sicard von Sicardsburg und Eduard van der Nüll[4]
- 1856–1860: Einbau von versproßten Fenstern nach einem Entwurf von Franz Sitte in die Piaristenkirche Maria Treu[4]